# Hale (Surrey)
Pour les articles homonymes, voir Hale.
Hale est un village du Surrey, en Angleterre.